# درژنگا-زاگروده
درژنگا-زاگروده (به لهستانی:  Dereźnia-Zagrody) یک روستا در لهستان است که در گمینا بیوگورای واقع شده‌است. درژنگا-زاگروده ۴۸۰ نفر جمعیت دارد.